# 페르디낭필리프 도를레앙
페르디낭 필리프 도를레앙 공작(프랑스어: Ferdinand Philippe Duc D'Orleans, 1810년 9월 3일 ~ 1842년 7월 13일)은 프랑스의 왕족으로 프랑스 국왕 루이 필리프 1세와 마리아 아말리아의 장남이다.
1810년 나폴레옹 전쟁 와중에 출생하였으며 1830년 8월 9일 아버지인 루이 필리프 1세가 즉위함에 따라 왕세자가 되었다. 1837년 5월 30일 메클렌부르크슈베린의 헬레네와 결혼해 두 아들이 태어났다. 하지만 즉위하기 전인 1842년 7월 13일 31세의 나이로 사망하였다.

## 생애

### 출생
루이 필리프 부부가 망명 중일 때 팔레르모에서 태어났다. 양시칠리아 국왕이자 할아버지인 페르디난도 1세의 이름을 따서 페르디낭이라고 이름지어졌으나 오를레앙 가문 내에서는 사용하지 않았다. 태어날 때부터 샤르트르 공작이 되었다.

## 자녀
| 사진 | 이름   | 생일            | 사망                   | 기타                                     |
| ---- | ------ | --------------- | ---------------------- | ---------------------------------------- |
|      | 필리프 | 1838년 8월 24일 | 1894년 9월 8일 (56세)  | 마리이자벨 도를레앙과 결혼, 슬하 4남 4녀 |
|      | 로베르 | 1840년 11월 9일 | 1910년 12월 5일 (70세) | 프랑수아즈 도를레앙과 결혼, 슬하 3남 2녀 |

| 전임 루이 19세 | 프랑스 왕세자 1830년 8월 14일 - 1842년 7월 13일 | 후임 필리프 |